# 他社株転換社債
他社株転換社債（たしゃかぶてんかんしゃさい）は、株式関連仕組債のうち、償還金の代わりに株式で返還される可能性があるものの総称。英語ではExchangeable Bond（EB　他社株転換可能債）。特色として、償還時に指定された特定の株の価格によって償還条件が変わる債券である。日本ではEB債、個別株リンク債とも呼ばれている（「英語での呼称について」を参照）。

## 概要
形式上は「債券」の形態をとっているが、経済的な実態は「債券を担保にしたオプション取引」である。
他社株転換社債は一般的に、自社の社債と他社株に対するプットオプションの売りを組み合わせた金融商品で、償還時に他社株の株価が一定の水準（プットオプションの行使価格）より上回っていた場合には、通常の社債より高い金利が得られる一方、株価が水準を下回った場合には元本が対象株式に転換されて償還となる。
これは、プットオプションのオプション料が金利に上乗せされる結果、高金利が得られるが、対象銘柄の株価が行使価格より低くなった場合にオプションが行使されるためである。通常の転換社債は転換の行使権は債券の所有者が有するのに対して、他社株転換社債では発行者側がこれを有することになる。
実際には、発行者の目的は資金調達のみである為、裏では他の金融機関がデリバティブを提供しており、行使権は彼らが有することになる。

## 問題点
他社株転換社債では、株価が下落した場合は購入価格すべてが損失になる可能性がある。これは、株価が0になることがあり得るためである。一方で、収益は最大でも利息分にとどまり、株価が上昇した分の利益は得る事が出来ない。これは他社株転換社債の仕組みがオプション取引の一種であり、対象株式のプットオプションの売りと同じポジションを持っているためである。しかし、かつてはそこまで説明しない販売会社が多くみられた。また、仕組みが複雑なため、多くの投資家が説明されても内容を理解できなかった。
また、「リスクとリターンが不均衡」という指摘がされることも多い。 これには２つの意味があり、一つは「損失を被った場合の損害額は受取配当金の数倍となる」という意味であり、もう一つは、損害を被った場合の期待損失(損失額×損害を被る確率)が受取配当金を上回っているという意味であり、そもそも資金運用の体を為していない。 
(これは発行体と顧客がゼロサムの関係になることから、発行体が利益を上げるためには必然的に顧客側が損失を被ることになるためである)。
日本では、ITバブル時代にいくつかの証券会社が大々的に販売したが、バブルの崩壊で株価が急落し多額の損失を抱える者が続発した。更には裏で証券会社が株価を操縦し、購入者の不利益となる行動を行っていたケースがあったことも発覚し社会問題と化した。なお、違反行為を行っていた証券会社には、後に行政処分が下されている。また、証券会社の中には、「東証一部に上場しているのだから、株式償還されてもいずれは株価は戻る」と説明をし、販売を行っていた所もあるとされる。
類似商品として、日経平均株価などの株価指標に応じて利率や返還価格や早期償還条件が変動（下落すれば元本割れもあり得る）する、リンク債もある。

## 英語での呼称について
exchangeable bondという呼称については注意が必要である。欧米ではexchangeable bondという場合、「債券の所有者が株式への転換権を有するが、転換対象の株式が債券の発行体と異なるもの」を指すことが通常であり、持ち合い株式比率の軽減や、子会社の市場価値を利用した資金調達などに広く用いられる。一方、上記日本でいうところのEB債はreverse convertible bondという。